# 里奥堡 (科尔多瓦省)
卡斯特罗德尔里奥，是西班牙安达卢西亚自治区科尔多瓦省的一个市镇。总面积220平方公里，总人口8094人（2001年），人口密度37人/平方公里。